# Jiří Bořek-Dohalský
Jiří Bořek-Dohalský (18. února 1914 Domažlice – 27. října 1990 Lysá nad Labem) byl český právník, šlechtic z hraběcího rodu Dohalských, jejichž kořeny sahají až do 15. století.

## Život

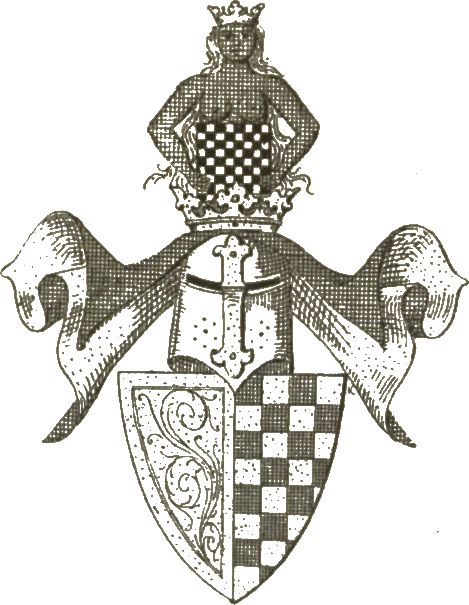
Erb rodu Dohalských

Narodil se jako první syn  Františka Bořka-Dohalského (1887–1951) a jeho první manželky Milady, roz. Krafferové (1892–1919). Otec se v roce 1927 podruhé oženil s Věrou Baxantovou (1896–1966).
Jiří vystudoval práva a působil jako odborový rada v kanceláři prezidenta Edvarda Beneše. V září 1939 byl signatářem Národnostního prohlášení české šlechty. 
Dne 31. července 1950 byl zatčen ve svém bytě v Bubenči a uvězněn na Ruzyni – byl obviněn ze špionáže a velezrady a v roce 1951 Státním soudem na Pankráci odsouzen na 17 let. Později mu byl trest formou prezidentské milosti snížen o čtyři roky, když jeho děti napsaly Marii Zápotocké. Do 28. září 1951 byl vězněn na Borech v Plzni. Potom pracoval v uranových dolech na Jáchymovsku, nejprve ve Vykmanově u Ostrova nad Ohří, poznal pracovní tábor Rovnost, Danielu, Nikolaj, Rovnost II, Svornost a Bratrství, budování sídliště v Ostrově nad Ohří a Mariánskou. V květnu 1952 byl převezen do Příbrami (pracovní tábor Bytíz), kde strávil šest let. Konečně v roce 1958 byl převezen do věznice v Leopoldově, kde dral peří, lepil celofánové pytlíky, vázal povřísla a pracoval  jako zámečník. Po amnestii v roce 1960 byl z vězení propuštěn. Po propuštění pracoval zpočátku jako skladník, vykládal vagony s cementem a po roce 1968 byl rehabilitován a mohl pracovat jako podnikový právník.
Věnoval se horolezectví a měl rád turistiku.
Zemřel ve spánku v říjnu 1990 pět dní po smrti své manželky. Oba byli pohřbeni v rodinné hrobce na Olšanských hřbitovech.

## Rodina

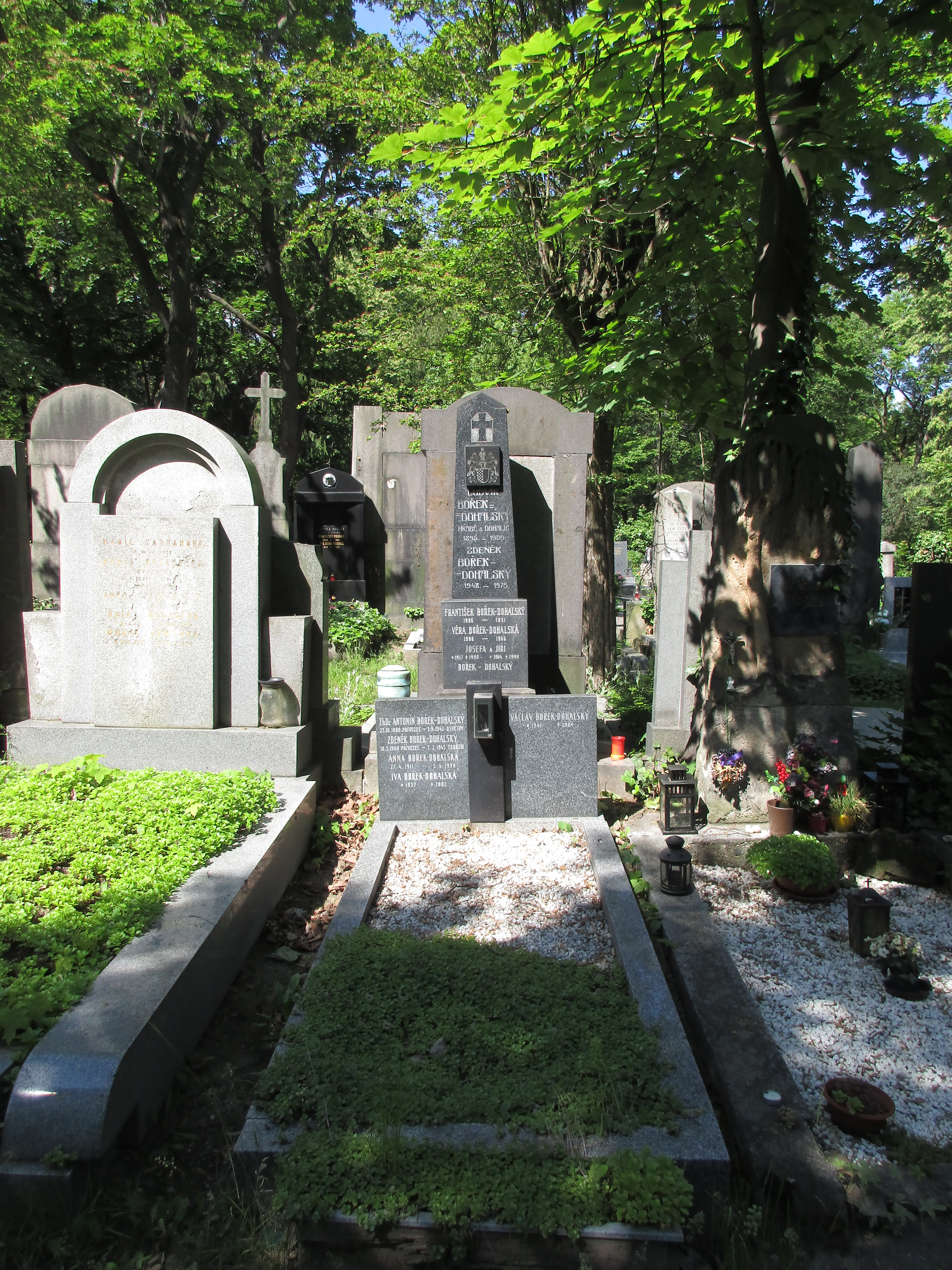
Rodinná hrobka na Olšanských hřbitovech

Dne 30. března 1940 se v Praze oženil s Josefou princeznou z Thurn-Taxisu (22. 10. 1917 Mcely – 22. 10. 1990 Lysá nad Labem), dcerou Ericha prince z Thurn-Taxisu (1876–1952) a Gabriely hraběnky Kinské (1883–1970). Svatba se konala v katedrále sv. Víta na Pražském hradě. Oddával je Jiřího strýc arcibiskupský kancléř a kanovník svatovítské kapituly Antonín Bořek-Dohalský (1889–1942). Když byl manžel ve výkonu trestu, pracovala Josefa jako údržbářka v Lysé nad Labem. Narodili se jim čtyři synové, zločinecký komunistický režim jim nedovolil vystudovat, proto se vyučili řemeslu:
- 1. Václav (25. 2. 1941 Praha – 17. 6. 2004 Praha), učil se kuchařem v hotelu Evropa,[13][14] rytíř řádu sv. Lazara, 2003–2004 designovaný velkopřevor Českého velkopřevorství řádu sv. Lazara[1]
  - (4. 6. 1971 Praha) Marie Zichová (* 21. 9 . 1937 Praha), sestra zpěváka Karla Zicha (1949–2004)
- 2. Jiří (28. 6. 1943 Praha – 29. 12. 2004 Vídeň), vyučil se strojařem (zámečníkem),[13] emigroval do Rakouska[14]
  - (1. 4. 1997) Theresia Kaplanek (* 13. 5. 1948 Vídeň)
- 3. Antonín (28. 8. 1944 Praha[1] – 12. 11. 2017 Lysá nad Labem[12]), vyučil se pokrývačem[13]
  - (21. 11. 1974 Praha) Iva Kotková (7. 8. 1937 Pardubice – 26. 6. 2002 Lysá nad Labem)
- 4. Zdeněk (15. 5. 1948 Praha – 8. 7. 1975 Praha), vyučil se klempířem, jezdil klusácké závody.[13] Zemřel tragicky následkem poranění míchy při skoku do Labe a následné embolie.[13][12]

Manželka zemřela ve spánku v den svých sedmdesátých třetích narozenin. Poslední rozloučení se konalo v obřadní síni na Olšanech, odpoledne se konala zádušní mše v kostele Narození sv. Jana Křtitele v Lysé nad Labem.